# VENUS (2007年結成のアイドルユニット)
VENUS（ビーナス）は、2007年に登場したグラビアアイドル女性4人組のユニットである。
@Victor Entertainmentに所属した。

## 来歴
- 2006年 Askビデオ主催のオーディション「Ask Break! Music」にて選考、翌2007年に第2弾アーティストとしてインターネット配信によりデビュー。
- 2007年1月 「ENEX2007 第31回地球環境とエネルギーの調和展」にて初ライブ。
- その後、ライブハウスなどの定期イベントなどに出演。
- 2007年10月30日「クールアースMUSIC#01」にて活動終了。

## メンバー
- 安藤悠美（あんどう ゆうみ、1984年1月24日生）
リーダー、振り付け担当。北海道出身。身長154cm、B84cm、W56cm、H83cm。エスピーワン所属。
- KONAN（こなん、1985年3月4日生）
大阪府出身。身長162cm、B84cm、W60cm、H87cm。ワンエイトプロモーション所属。
- つばきあみ（1989年9月9日生）
福岡県出身。身長163cm、B82cm、W57cm、H81cm。ワンエイトプロモーション所属。
- 永作あいり（ながさく あいり、1988年3月17日生）
茨城県出身。 身長162cm、B98cm、W58cm、H90cm。エスピーワン所属。

## 楽曲
- My True Love（インターネット配信シングル、2007年2月14日、ビクター、サウンド・プロデュース：遠藤フビト、作詞：遠藤フビト、作曲：遠藤フビト・五十嵐広二、編曲：二本柳一明）
- Clover（インターネット配信アルバム、2007年9月5日、ビクター、サウンド・プロデュース：遠藤フビト）
  - Love Love Train（作詞：遠藤フビト、作曲：遠藤フビト・五十嵐広二、編曲：二本柳一明）
  - ハートブレイク・モンスター!（作詞：遠藤フビト、作曲：遠藤フビト・五十嵐広二、編曲：二本柳一明）
  - Dreams Come True（作詞：根岸江津乃、作曲：和田琢磨、編曲：日野将之、コーラスアレンジ：遠藤フビト）

## 映像
- VENUS 〜私の真実の愛〜（DVD、2007年7月15日、E-NET FRONTIER、ENFD-5054）